# Дискографія Day6
Південнокорейський рок-гурт Day6 випустив 4 студійний альбомів, один концертний альбом, дві зрібки, 8 мініальбомів та 24 сингли.

## Альбоми

### Студійні альбоми
| Назва                                                                            | Деталі                                                                                 | Пікові позиції у чартах | Пікові позиції у чартах | Пікові позиції у чартах | Пікові позиції у чартах | Продажі                                |
| Назва                                                                            | Деталі                                                                                 | KOR                     | JPN                     | JPN Hot.                | US World                | Продажі                                |
| -------------------------------------------------------------------------------- | -------------------------------------------------------------------------------------- | ----------------------- | ----------------------- | ----------------------- | ----------------------- | -------------------------------------- |
| Sunrise                                                                          | - Реліз: 7 червня 2017 - Лейбл: JYP Entertainment - Формат: CD, цифрове завантаження   | 4                       | —                       | —                       | 6                       | - Південна Корея: 51,110 - Японія: 585 |
| Moonrise                                                                         | - Реліз: 6 грудня 2017 - Лейбл: JYP Entertainment - Формат: CD, цифрове завантаження   | 2                       | —                       | —                       | 8                       | - Південна Корея: 55,247               |
| Unlock                                                                           | - Реліз: 17 жовтня 2018 - Лейбл: Warner Music Japan - Формат: CD, цифрове завантаження | —                       | 21                      | 23                      | —                       | - Японія: 6,586                        |
| The Book of Us: Entropy                                                          | - Реліз: 22 жовтня 2019 - Лейбл: JYP Entertainment - Формат: CD, цифрове завантаження  | 4                       | —                       | —                       | 10                      | - Південна Корея: 64,454               |
| «—» релізи, що не потрапили у чарти або не були випущені у відповідних регіонах. |                                                                                        |                         |                         |                         |                         |                                        |

### Концертні альбоми
| Назва                         | Деталі альбому                                                              |
| ----------------------------- | --------------------------------------------------------------------------- |
| Day6 Live Concert Dream: Coda | - Реліз: 26 листопада 2016 (ЛВ) - Лейбл: JYP Entertainment - Формат: CD+DVD |

### Збірки
| Назва         | Деталі                                                                                | Пікові позиції у чартах | Продажі         |
| Назва         | Деталі                                                                                | JPN                     | Продажі         |
| ------------- | ------------------------------------------------------------------------------------- | ----------------------- | --------------- |
| The Best Day  | - Реліз: 6 червня 2018 - Лейбл: Warner Music Japan - Формат: CD, цифрове завантаження | 38                      | - Японія: 1,911 |
| The Best Day2 | - Реліз: 4 грудня 2019 - Лейбл: Warner Music Japan - Формат: CD, цифрове завантаження | 23                      | - Японія: 4,893 |

## Мініальбоми
| Назва                                                                            | Деталі                                                                                           | Пікові позиції у чартах | Пікові позиції у чартах | Пікові позиції у чартах | Пікові позиції у чартах | Продажі                   |
| Назва                                                                            | Деталі                                                                                           | KOR                     | US Heat.                | US Ind.                 | US World                | Продажі                   |
| -------------------------------------------------------------------------------- | ------------------------------------------------------------------------------------------------ | ----------------------- | ----------------------- | ----------------------- | ----------------------- | ------------------------- |
| The Day                                                                          | - Реліз: 7 вересня 2015 - Лейбл: JYP Entertainment - Формат: CD, цифрове завантаження            | 6                       | —                       | —                       | 2                       | - Південна Корея: 10,481  |
| Daydream                                                                         | - Реліз: 30 березня 2016 - Лейбл: JYP Entertainment - Формат: CD, цифрове завантаження, стриминг | 4                       | —                       | —                       | 6                       | - Південна Корея: 15,886  |
| Shoot Me: Youth Part 1                                                           | - Реліз: 26 червня 2018 - Лейбл: JYP Entertainment - Формат: CD, цифрове завантаження, стриминг  | 3                       | 16                      | 46                      | 6                       | - Південна Корея: 65,571  |
| Remember Us: Youth Part 2                                                        | - Реліз: 10 грудня 2018 - Лейбл: JYP Entertainment - Формат: CD, цифрове завантаження, стриминг  | 3                       | —                       | —                       | 10                      | - Південна Корея: 58,149  |
| The Book of Us: Gravity                                                          | - Реліз: 15 липня 2019 - Лейбл: JYP Entertainment - Формат: CD, цифрове завантаження, стриминг   | 1                       | 20                      | —                       | 9                       | - Південна Корея: 60,013  |
| The Book of Us: The Demon                                                        | - Реліз: 11 травня 2020 - Лейбл: JYP Entertainment - Формат: CD, цифрове завантаження, стриминг  | 2                       | —                       | —                       | 7                       | - Південна Корея: 81,699  |
| The Book of Us: Negentropy                                                       | - Реліз: 19 квітня 2021 - Лейбл: JYP Entertainment - Формат: CD, цифрове завантаження, стриминг  | 3                       | —                       | —                       | —                       | - Південна Корея: 109,824 |
| Fourever                                                                         | - Реліз: 18 березня 2024 - Лейбл: JYP Entertainment - Формат: CD, цифрове завантаження, стриминг | 3                       | —                       | —                       | —                       | - Південна Корея: 146,318 |
| «—» релізи, що не потрапили у чарти або не були випущені у відповідних регіонах. |                                                                                                  |                         |                         |                         |                         |                           |

## Сингли
| Назва                                                                            | Рік  | Пікові позиції у чартах | Пікові позиції у чартах | Пікові позиції у чартах | Пікові позиції у чартах | Продажі                  | Альбом                     |
| Назва                                                                            | Рік  | KOR                     | KOR Songs               | JPN                     | US World                | Продажі                  | Альбом                     |
| -------------------------------------------------------------------------------- | ---- | ----------------------- | ----------------------- | ----------------------- | ----------------------- | ------------------------ | -------------------------- |
| «Congratulations»                                                                | 2015 | 58                      | —                       | —                       | 6                       | - Південна Корея: 48,787 | The Day                    |
| «Letting Go» (놓아 놓아 놓아)                                                    | 2016 | 127                     | —                       | —                       | 16                      | - Південна Корея: 20,197 | Daydream                   |
| «I Wait» (아 왜)                                                                 | 2017 | —                       | —                       | —                       | 3                       | Н/Д                      | Sunrise                    |
| «You Were Beautiful» (예뻤어)                                                    | 2017 | 8                       | 16                      | —                       | 3                       | - Південна Корея: 19,817 | Sunrise                    |
| «How Can I Say» (어떻게 말해)                                                    | 2017 | —                       | —                       | —                       | 3                       | Н/Д                      | Sunrise                    |
| «I'm Serious» (장난 아닌데)                                                      | 2017 | 96                      | —                       | —                       | 5                       | - Південна Корея: 24,843 | Sunrise                    |
| «Dance Dance»                                                                    | 2017 | —                       | —                       | —                       | 6                       | - Південна Корея: 18,411 | Sunrise                    |
| «I Smile» (반드시 웃는다)                                                        | 2017 | 98                      | —                       | —                       | 9                       | - Південна Корея: 22,523 | Sunrise                    |
| «Hi Hello»                                                                       | 2017 | —                       | —                       | —                       | 9                       | Н/Д                      | Moonrise                   |
| «What Can I Do» (좋은걸 뭐 어떡해)                                               | 2017 | —                       | —                       | —                       | 9                       | - Південна Корея: 14,712 | Moonrise                   |
| «I Loved You»                                                                    | 2017 | 87                      | —                       | —                       | 6                       | - Південна Корея: 25,713 | Moonrise                   |
| «When You Love Someone» (그렇더라고요)                                           | 2017 | —                       | —                       | —                       | 5                       | Н/Д                      | Moonrise                   |
| «All Alone» (혼자야)                                                             | 2017 | —                       | —                       | —                       | 11                      | - Південна Корея: 15,403 | Moonrise                   |
| «I Like You» (좋아합니다)                                                        | 2017 | 88                      | —                       | —                       | 18                      | - Південна Корея: 22,081 | Moonrise                   |
| «If (Mata Aetara)» (яп. If ～また逢えたら～)                                     | 2018 | —                       | —                       | 28                      | —                       | - Японія: 4,832          | Unlock                     |
| «Shoot Me»                                                                       | 2018 | —                       | —                       | —                       | 8                       | Н/Д                      | Shoot Me: Youth Part 1     |
| «Stop the Rain»                                                                  | 2018 | —                       | —                       | 69                      | —                       | - Японія: 1,198          | Unlock                     |
| «Breaking Down»                                                                  | 2018 | —                       | —                       | —                       | —                       | Н/Д                      | Unlock                     |
| «Beautiful Feeling»                                                              | 2018 | —                       | —                       | —                       | 25                      | Н/Д                      | Remember Us: Youth Part 2  |
| «Days Gone By» (행복했던 날들이었다)                                             | 2018 | 194                     | 53                      | —                       | 25                      | Н/Д                      | Remember Us: Youth Part 2  |
| «Time of Our Life» (한 페이지가 될 수 있게)                                      | 2019 | 9                       | 13                      | —                       | —                       | Н/Д                      | The Book of Us: Gravity    |
| «Sweet Chaos»                                                                    | 2019 | 114                     | 69                      | —                       | —                       | Н/Д                      | The Book of Us: Entropy    |
| «Finale»                                                                         | 2019 | —                       | —                       | —                       | —                       | Н/Д                      | The Best Day2              |
| «Zombie»                                                                         | 2020 | 18                      | 15                      | —                       | 13                      | Н/Д                      | The Book of Us: The Demon  |
| «You Make Me»                                                                    | 2021 | 73                      | 86                      | —                       | —                       | Н/Д                      | The Book of Us: Negentropy |
| «Welcome to the Show»                                                            | 2024 | 17                      | 23                      | —                       | —                       | Н/Д                      | Fourever                   |
| «—» релізи, що не потрапили у чарти або не були випущені у відповідних регіонах. |      |                         |                         |                         |                         |                          |                            |

## Саундтреки
| Назва         | Рік  | Альбом           |
| ------------- | ---- | ---------------- |
| «Lovely Girl» | 2013 | Bel Ami OST      |
| «Chocolate»   | 2018 | Want More 19 OST |

## Інші пісні у чартах
| Назва                                                                            | Рік  | Пікові позиції у чартах | Пікові позиції у чартах | Пікові позиції у чартах | Альбом                    |
| Назва                                                                            | Рік  | KOR                     | KOR Hot                 | US World                | Альбом                    |
| -------------------------------------------------------------------------------- | ---- | ----------------------- | ----------------------- | ----------------------- | ------------------------- |
| «Lean On Me» (오늘은 내게)                                                       | 2017 | —                       | —                       | 25                      | Sunrise                   |
| «Man in a Movie»                                                                 | 2017 | —                       | —                       | 8                       | Sunrise                   |
| «I Would» (그럴 텐데)                                                            | 2017 | —                       | —                       | 9                       | Sunrise                   |
| «Goodbye Winter» (겨울이 간다)                                                   | 2017 | —                       | —                       | 6                       | Sunrise                   |
| «Say Wow»                                                                        | 2017 | —                       | —                       | 10                      | Sunrise                   |
| «My Day»                                                                         | 2017 | —                       | —                       | 6                       | Sunrise                   |
| «I'll Remember» (남겨둘게)                                                       | 2017 | —                       | —                       | 10                      | Moonrise                  |
| «Whatever!» (놀래!)                                                              | 2017 | —                       | —                       | 15                      | Moonrise                  |
| «Be Lazy»                                                                        | 2017 | —                       | —                       | 19                      | Moonrise                  |
| «Pouring» (쏟아진다)                                                             | 2017 | —                       | —                       | 17                      | Moonrise                  |
| «I Need Somebody» (누군가 필요해)                                                | 2017 | —                       | —                       | 7                       | Moonrise                  |
| «Day and Night» (해와 달처럼)                                                    | 2020 | 94                      | 38                      | —                       | The Book of Us: The Demon |
| «Tick Tock»                                                                      | 2020 | 115                     | 49                      | —                       | The Book of Us: The Demon |
| «Love Me or Leave Me»                                                            | 2020 | 68                      | 28                      | —                       | The Book of Us: The Demon |
| «Stop» (때려쳐)                                                                  | 2020 | 137                     | 70                      | —                       | The Book of Us: The Demon |
| «1 to 10»                                                                        | 2020 | 153                     | 77                      | —                       | The Book of Us: The Demon |
| «Afraid»                                                                         | 2020 | 126                     | 57                      | —                       | The Book of Us: The Demon |
| «Zombie» (English Ver.)                                                          | 2020 | —                       | 95                      | —                       | The Book of Us: The Demon |
| «Happy»                                                                          | 2024 | 83                      | —                       | —                       | Fourever                  |
| «The Power of Love»                                                              | 2024 | 102                     | —                       | —                       | Fourever                  |
| «Get the Hell Out» (널 제외한 나의 뇌)                                           | 2024 | 91                      | —                       | —                       | Fourever                  |
| «Sad Ending» (나만 슬픈 엔딩)                                                    | 2024 | 95                      | —                       | —                       | Fourever                  |
| «Let Me Love You» (사랑하게 해주라)                                              | 2024 | 101                     | —                       | —                       | Fourever                  |
| «Didn't Know» (그게 너의 사랑인지 몰랐어)                                        | 2024 | 103                     | —                       | —                       | Fourever                  |
| «—» релізи, що не потрапили у чарти або не були випущені у відповідних регіонах. |      |                         |                         |                         |                           |

## Нотатки
1. ↑  Для корейських синглів вказані цифрові завантаження, а для японських фізичні продажі, якщо не зазначено інше.